# Маковичук-Михалча, Камелия
Камелия Маковичук-Михалча (рум. Camelia Macoviciuc-Mihalcea; род. 1 марта 1968[…], Baranca, Ботошани) — румынская гребчиха, выступавшая за сборную Румынии по академической гребле во второй половине 1990-х — первой половине 2000-х годов. Чемпионка летних Олимпийских игр в Атланте, чемпионка мира, победительница и призёрка многих регат национального значения. Заслуженный мастер спорта Румынии.

## Биография
Родилась 1 марта 1968 года в коммуне Худешти, жудец Ботошани, Румыния. Заниматься академической греблей начала в 1985 году, проходила подготовку в Бухаресте в столичном гребном клубе «Динамо».
Дебютировала в гребле на взрослом международном уровне в сезоне 1995 года, когда вошла в основной состав румынской национальной сборной и в парных двойках лёгкого веса выступила на чемпионате мира в Тампере.
Благодаря череде удачных выступлений удостоилась права защищать честь страны на летних Олимпийских играх 1996 года в Атланте — вместе с напарницей Констанцей Бурчикэ обошла всех своих соперниц в программе лёгких парных двоек и тем самым завоевала золотую олимпийскую медаль. Также в этом сезоне отметилась выступлением на мировом первенстве в Глазго, где стала бронзовой призёркой в распашных безрульных двойках лёгкого веса.
После атлантской Олимпиады Маковичук осталась в составе гребной команды Румынии и продолжила принимать участие в крупнейших международных регатах. Так, в 1997 году в лёгких парных двойках она выиграла бронзовые медали на двух этапах Кубка мира и на чемпионате мира в Эгбелете.
В 1998 году на мировом первенстве в Кёльне вновь получила бронзу в той же дисциплине.
В 1999 году в лёгких парных двойках была лучшей на этапах Кубка мира в Хазевинкеле и Вене, а также на чемпионате мира в Сент-Катаринсе.
Впоследствии вышла замуж и на дальнейших соревнованиях выступала под фамилией мужа Михалча. В частности, в 2003 году побывала на мировом первенстве в Милане, откуда привезла награду бронзового достоинства, выигранную в зачёте парных двоек лёгкого веса.
Находясь в числе лидеров румынской национальной сборной, благополучно прошла отбор на Олимпийские игры 2004 года в Афинах. Здесь стартовала в программе обычных парных четвёрок и попасть в число призёров не смогла — в решающем финальном заезде пришла к финишу пятой. Вскоре по окончании этого сезона приняла решение завершить спортивную карьеру.